# Igreja do Salvador de Speti

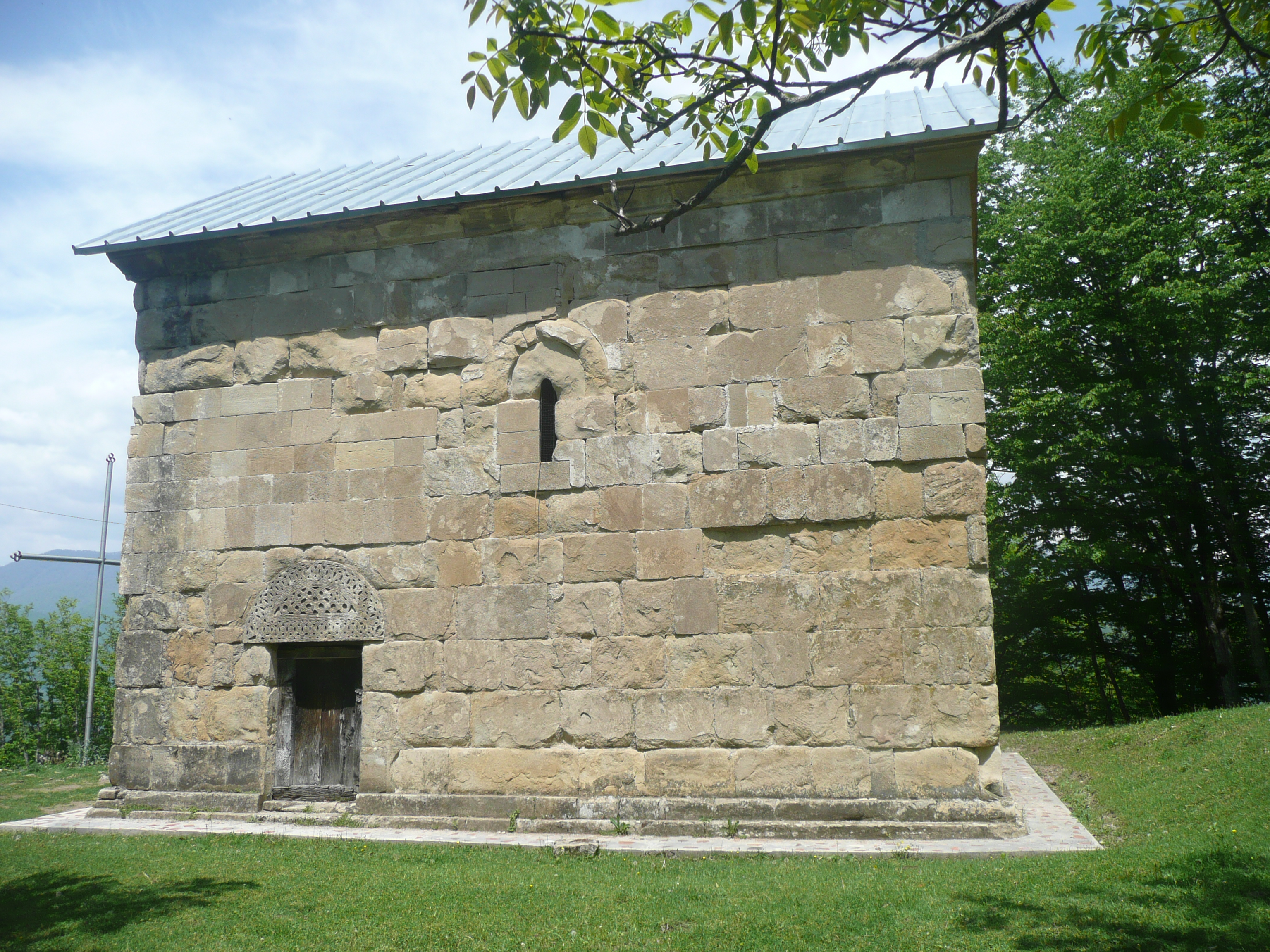
Igreja do Salvador de Speti

A igreja do Salvador de Speti (em georgiano:  სპეთის მაცხოვრის სახელობის ეკლესია, transl. tr) é uma igreja ortodoxa do século XI localizada na região de Imerícia. A igreja está inscrita na lista de monumentos culturais de importância nacional da Geórgia.

## História
A igreja está localizada no Monte Kvirike, perto da cidade de Speti, no vale do rio Qvirila, 16 km a leste da cidade de Sachkhere, distrito de Sachjere, região de Imericia. É comumente referida como a Igreja Superior do Salvador (ზედამაცხოვარი, zedamatskhovari) para distingui-la da igreja homônima conhecida como "inferior". A igreja estava meio arruinada quando Ekvtime Taqaishvili a visitou em 1920. Foi substancialmente reparada em 1938. 

## Arquitectura

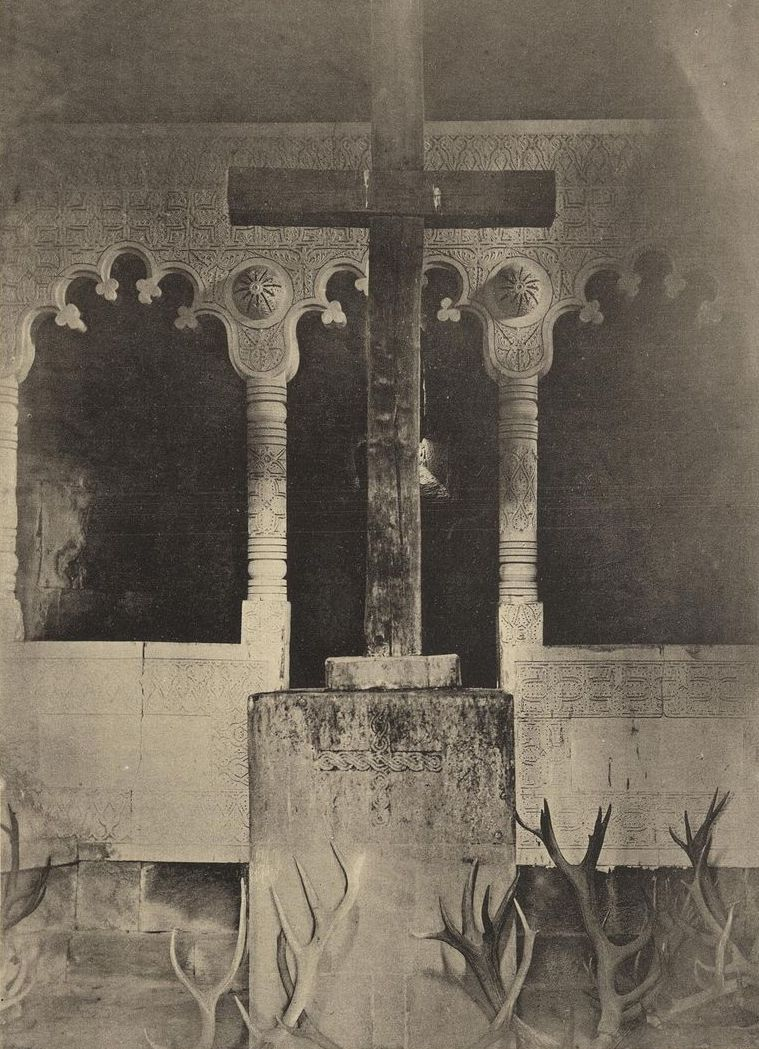
Iconóstase de Speti com uma cruz de madeira e chifres de veado na frente. Publicado em 1898.

Foi construída com grandes lajes de arenito esculpidas. É uma pequena igreja com uma nave única, com uma abside semicircular inscrita no retângulo externo. A construção da abside principal é semelhante à da igreja Ekhvevi. Há uma janela no sul e outra no oeste, mas sua ornamentação esculpida está danificada. Em ambos os lados da janela leste, há traços quase imperceptíveis de duas inscrições medievais em asomtavruli.
O interior é coberto por uma abóbada de berço, em três arcos de suporte, e a parede é dividida longitudinalmente em arcos laterais. Abaixo está um pequeno nicho de cada lado da abside, enquanto acima há grandes aberturas. Estes buracos correspondem à prótese e diaconicón. A igreja manteve sua alta iconóstase, contemporânea da igreja, que foi transferida, posteriormente, para o Museu Nacional da Geórgia em Tbilisi para preservação em um lugar seguro. Coberto com enfeites de grama, suas cores se desvaneceram devido à umidade. Na frente das portas reais, em um pedestal de pedra retangular, ergue-se uma enorme cruz de madeira, uma vez coberta com folhas de prata, mas atualmente vazia. A igreja era muito reverenciada pelos caçadores e os chifres de muitos cervos costumavam ser exibidos no edifício.